# Buddelundiella franciscoliana
Buddelundiella franciscoliana är en kräftdjursart som beskrevs av Alessandro Brian 1953. Buddelundiella franciscoliana ingår i släktet Buddelundiella och familjen Buddelundiellidae. Inga underarter finns listade i Catalogue of Life.